# 서울 안양암 팔상도
서울 안양암 팔상도(서울 安養庵 八相圖)는 서울특별시 종로구 창신동에 있는 조선시대의 팔상도이다. 2004년 9월 30일 서울특별시의 유형문화재 제187호로 지정되었다.

## 개요
팔상도(八相圖)는 석가모니(釋迦牟尼)의 일대기를 8개 장면으로 압축하여 묘사한 그림을 말하는데 도솔천에서 내려오는 상[兜率來儀相]․ 비람동산에서 내려오는 상[毘藍降生相]․ 4문에 나가 관찰하는 상[四門遊觀相]․ 성을 넘어 출가 하는 상[踰城出家相]․ 설산에서 수도하는 상[雪山修道相]․ 보리수 아래서 마귀에게 항복받은 상[樹下降魔相]․ 녹야원에서 처음으로 포교하는 상[鹿苑轉法相]․ 사라쌍수 아래서 열반하는 상[雙林 涅槃相] 등 총 8폭으로 구성되어 있다.
안양암의 팔상도는 대웅전 향좌측(向左側)에 모셔져 있는데, 다른 팔상도와 달리 제1상 兜率來儀相․ 제2상 毘藍降生相과 제3상 四門遊觀相․ 제4상 踰城出家相이 바뀌어 걸려 있다. 아마도 순서가 뒤바뀐 것 같다.
원래 제3상으로 걸려 있을 사문유관상이 현재 제1상으로 걸려 있는데 이 그림은 세존이 태자 시절에 동․서․남․북의 사문(四門) 밖으로 나가 중생들의 고통을 관찰하고 인생무상을 느끼는 장면을 그렸다. 제4상으로 걸려 있을 유성출가상은 현재 제2상으로 걸려 있는데 이 그림은 밤에 궁중 시종들이 잠든 뒤 4대천왕의 호위를 받으며 성을 넘어 출가하는 모습을 그렸다. 원래 제1상으로 걸려 있어야 하나 현재 제3상으로 걸린 도솔래의상에는 부처님이 호명보살로 도솔천에 머물다가 카필라국의 정반왕과 마야왕비의 태자로 탄생하여 도솔에서 내려오는 것을 흰 코끼리를 탄 호명보살이 내려오는 꿈을 꾸고 있는 마야부인의 모습으로 표현하였다. 원래 제2상으로 걸려 있어야 하나 제4상으로 걸려 있는 비람강생상은 부처님의 탄생과 관련된 장면들이 묘사되어 있다. 제5상 설산수도상은 설산(雪山)에 들어간 태자가 대신들을 보내어 환궁을 종용하는 정반왕의 요청을 물리치고 신선들과 함께 수도에 정진하는 장면들이 묘사되고 있다. 제6상 수하항마상은 태자가 마군(魔軍)들의 온갖 유혹과 위협을 물리치고 그들로부터 항복을 받아내는 장면들을 묘사한 그림이다. 제 7상 녹원전법상은 부처가 녹야원에서 최초로 불법을 설하는 장면들이 묘사되어 있다. 제8상 쌍림열반상은 80세가 된 부처님이 이월 보름 쿠시나가라의 사라쌍수 아래에서 마지막 설법을 마치시고 열반에 드시는 장면들이 묘사되어 있다. 
그림의 제2․4․6․8상에는 화기가 적혀있어 이 그림들이 1917년 화암(華庵)․학봉(鶴峰) 선호(善昊) 등에 의해 제작되어 삼각산 안양암에 모셔진 것을 알 수 있게 한다.
안양암 대웅전의 팔상도는 전통적인 팔상도보다 많은 장면을 삽입하여 도상이 굉장히 복잡하다. 그럼에도 불구하고 장중하고 짜임새 있는 안정된 구도와 정교하고 섬세한 필선, 마치 민화를 연상시키는 수지법 등이 돋보인다. 이 그림을 통해 조선 후기 팔상도와 민화와의 관계를 추정해 볼 수 있는 등 중요한 학문적 자료가 된다.

## 참고 문헌
- 안양암 팔상도 - 국가유산청 국가유산포털